# Victrix tabora
Victrix tabora là một loài bướm đêm thuộc họ Noctuidae. Nó được tìm thấy ở khu vực tây nam của dãy núi Taurus ở Thổ Nhĩ Kỳ, vùng núi của miền bắc Iraq và miền tây Iran và dãy núi Judean ở Israel.
Con trưởng thành bay vào autumn. Có một lứa một năm.